# Scapogoephanes rhodesicus
Scapogoephanes rhodesicus är en skalbaggsart som beskrevs av Stefan von Breuning 1971. Scapogoephanes rhodesicus ingår i släktet Scapogoephanes och familjen långhorningar.
Artens utbredningsområde är Zimbabwe. Inga underarter finns listade i Catalogue of Life.